# 346 v.Chr.
Het jaar 346 v.Chr. is een jaartal volgens de christelijke jaartelling.

## Gebeurtenissen

### Griekenland
- De Derde Heilige Oorlog eindigt met de overgave van de Phociërs aan Philippus II van Macedonië.
- De Vrede van Philocrates wordt getekend tussen Macedonië en Athene.
- Philippus II benoemt zichzelf tot beschermer van het Griekse heiligdom van Apollo te Delphi.
- De Atheense redenaar, Isocrates, stuurt de Philippus, een open brief naar Philippus II, waarin hij hem oproept als Helleen en afstammeling van Herakles, een Macedonische expeditie te leiden tegen aartsvijand Perzië.
- Philippus II marcheert met het Macedonische leger door de Thermopylae bergpas en bezet Fokida.

### Italië
- Dionysius II, herstelt de tirannie in Syracuse.